# Balfourodendron riedelianum
Balfourodendron riedelianum, được gọi là Marfim trong tiếng Bồ Đào Nha, là một loài thực vật có hoa thuộc họ vân hương, Rutaceae. Đây là loài bản địa của Argentina, Brasil, và Paraguay.

## Hình ảnh

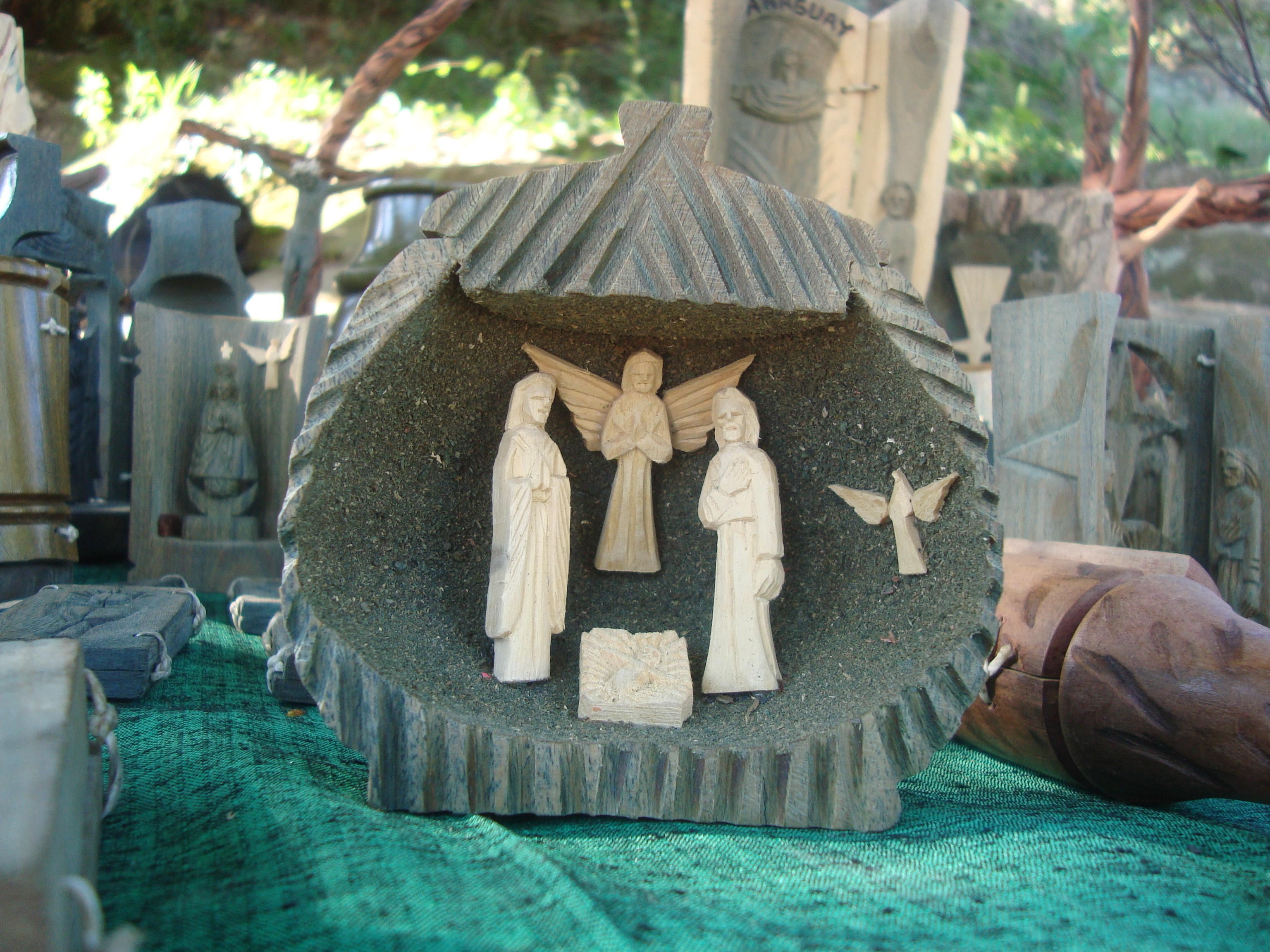